# اسونیا اشلیشت
اسونیا اشلیشت (آلمانی: Svenja Schlicht؛ زادهٔ ۲۶ ژوئن ۱۹۶۷) شناگر اهل آلمان است.